# Daniela Lucangeli
Daniela Lucangeli (Padova, 5 giugno 1965) è una psicologa italiana, attiva nell'ambito della psicologia dello sviluppo e dell'apprendimento.

## Biografia
Nata a Padova, a 18 anni inizia a lavorare come maestra elementare per poi proseguire con gli studi universitari. Si è laureata in Filosofia nel 1988, e nel 1991 ha conseguito una seconda laurea in Psicologia, entrambe presso l’Università di Padova. Nel 1997 ha conseguito un dottorato di ricerca in Neuroscienze dello Sviluppo presso l'Università di Leida grazie al Programma Socrates. Dopo il dottorato è entrata all'Università di Padova come ricercatrice di Psicologia dello Sviluppo per poi diventare professoressa associata nel 2001 e ordinaria nel 2005.
I suoi studi vertono principalmente sui disturbi dell'apprendimento, a cui ha dedicato numerose pubblicazioni accademiche anche per riviste specializzate come Journal of Learning Disabilities, Journal of Experimental Child Psychology e Journal of Educational Psychology, in particolare sulla discalculia. È stata componente del Comitato Tecnico Scientifico, presso il Ministero della Pubblica Istruzione che ha contribuito ad elaborare la Legge 170/2010 sulle "Norme in materia di disturbi specifici di apprendimento in ambito scolastico".

## Opere
- Cinque lezioni leggere sull’emozione di apprendere, Erickson, 2019
- Psicologia dello sviluppo, con Stefano Vicari, Milano, Mondadori Università, giugno 2019, ISBN 978-88-6184-604-3.
- A mente accesa, Mondadori, 2020
- Mi piaci come sei, con Lorenzo Tozzi e Nicoletta Perini, Erickson, 2020
- La mente che sente, Erickson, 2021
- I miei primi 1000 giorni in musica. 0-3 anni, con Lorenzo Tozzi,  De Agostini 2021
- I miei primi 1000 giorni in musica. Prenatale, con Lorenzo Tozzi, De Agostini 2021
- Il corpo è docente, con Luca Vullo, Erickson, 2021
- Guerra. Le parole per dirla., con Stefano Vicari, Alberto Pellai, Dario Ianes e Sara Franch, Erickson, 2022
- Il tempo del Noi, Mondadori, 2022
- Se sbagli non fa niente, De Agostini, 2023
- Vite in apnea, con Umberto Pelizzari, Sperling & Kupfer, 2025
- La scuola che vorrei, Erickson 2025